# 哈洛自行车
哈洛自行车（Haro Bikes），是美国一家小轮车和山地车制造商,由鲍勃·哈罗于1978年创立。哈罗自行车被认为是自由式小輪车。

## 历史

### 哈洛設計
1978年，鮑伯·哈洛創立了哈洛。起初他在他的房子里開始設計極限小輪車。漸漸的，一些需要更精確的設計超出了鮑伯自己的能力範圍。1980年，他於美國加利福尼亞洲的托倫斯成立公司總部，首名為哈洛設計（Haro Designs）。
隨著公司的成長，哈洛也向平地花式小輪車發展業務。他巡迴全美各地進行各種前所未見的推廣與表演。最後，哈洛獲得了“自由式之父”的稱號。80年代早期，該公司的事業版圖迅速成長，產品線不斷擴張，同時也在全世界各地陸續成立銷售點。極限單車熱潮如火如荼，該公司建立了聲譽。哈洛自行車在極限小輪車/平地花式小輪車種最熱門的型號是Master與Sport。

### 哈洛 1983 - 1987: 独特的创新自行车
哈洛于1983年首次成功推出了平地花式小轮车。 哈洛的Sport与Master成为了该公司的旗舰版自行车，从而引发了其他公司以及整个行业的争相模仿。在这一年内，其收入大大起飞，点燃了一个巨大的崇拜热潮。1984年，该公司在它的生产线里加入了弹簧钢，让消费者降低了预算开销。随着哈洛的巨大成功, 像Hutch、Diamond Back、GT、Schwinn、Redline、Dyno、CW 及 Skyway等公司都模仿哈洛来设计自己的车架。在80年代, GT成为了哈洛最强的竞争对手。然而, 因为哈洛在Sport產品獲得大量利潤，GT的销量相對显得比较萎靡。
哈洛拥有着最好的平地花式小轮车队伍, 称霸了1980、1990年代和21世纪初。它赢得的第一名和冠军头衔比任何一支队伍都要多。它也签下了此项运动历史上最热门的平地花式选手，如：Mike Dominguez、Donovan Ritter、Marc McGlynn、Bryan Blyther、Dave Nourie、Mat Hoffman、Dennis Mccoy、Ron Wilkerson、Joe Johnson、Ryan Nyquist、Rick Moliterno、Bob Morales、Eddie Fiola、Rich Sigur 和 R.L. Osborn，更不用说其他声名显赫的车手。

### 哈洛自行車
第一輛哈洛自行車是委託Torker製造。1982年，當哈洛推出自行的競賽車生產線，他來自 Torker 與 Maz 的贊助便告終止。

### 公司出售
1988年, 鮑伯·哈洛将公司售给一个更大的自行车公司，并同意为期五年的顾问合同，以提供不断创新的产品，并为品牌溢价形象。5年后鮑伯离开了哈洛自行车公司，开设了平面设计公司。